# Grande Prémio Internacional CTT Correios de Portugal
Il Grande Prémio Internacional CTT Correios de Portugal (it. Gran Premio Internazionale CTT Correios de Portugal) era una corsa a tappe maschile di ciclismo su strada che si svolse nella regione Centro, in Portogallo, dal 2000 al 2009 nel mese di giugno. Faceva parte del circuito UCI Europe Tour come classe 2.1.
Nel 2010 si fuse con la Volta ao Alentejo. Prende il nome dalla CTT Correios de Portugal, servizio postale nazionale portoghese.

## Albo d'oro
Aggiornato all'edizione 2009.
| Anno | Vincitore           | Secondo         | Terzo             |
| ---- | ------------------- | --------------- | ----------------- |
| 2000 | Ángel Edo           | Delmino Pereira | Pedro Soeir       |
| 2001 | José Iván Gutiérrez | Isidro Nozal    | Pablo Lastras     |
| 2002 | Ángel Edo           | Aleksej Markov  | Nuno Marta        |
| 2003 | Nuno Marta          | David Blanco    | Aleksej Markov    |
| 2004 | Cândido Barbosa     | Ángel Edo       | Alberto Benito    |
| 2005 | Aleksej Markov      | Nuno Marta      | Lénaïc Olivier    |
| 2006 | Jordi Grau          | Jesús del Nero  | Carlos Pinho      |
| 2007 | Pedro Cardoso       | André Vital     | Eladio Jiménez    |
| 2008 | Nuno Ribeiro        | Nelson Vitorino | Francisco Mancebo |
| 2009 | Adrián Palomares    | Danail Petrov   | André Cardoso     |